# Чорноморець 1919
Не варто плутати цей клуб із ФК «Чорноморець» (Бургас), що існував з 1919 до 2006 року, та ПСФК «Черноморець» (Бургас), що існував з 2005 по 2019 роки.
ФК «Чорноморець 1919» (Бургас) (болг. ФК Черноморец 1919 Бургас) — болгарський футбольний клуб з міста Бургас. Клуб вважається офіційним наступником історичного клубу «Чорноморець» (Бургас), заснованого у 1919 році.

## Історія
Оригінальний «Чорноморець» (Бургас) був заснований 1 серпня 1919 року. Протягом десятиліть клуб був одним із провідних представників Бургаса у болгарському футболі. У 2006 році клуб припинив існування через фінансові труднощі.
4 серпня 2015 року, з ініціативи колишніх гравців та вболівальників, був заснований «Чорноморець 1919» (Бургас). Новий клуб позиціонує себе як офіційний спадкоємець історичного «Чорноморця». Болгарський футбольний союз визнає його правонаступником оригінального клубу, на відміну від ПСФК «Черноморець» (Бургас), який існував паралельно в 2000-х роках.
У першому ж сезоні 2015/16 команда виграла аматорську ОФГ «Б» і вийшла до найвищого аматорського дивізіону, де теж здобула перемогу у 2018 році. Надалі команда тривалий час грала у Третій лізі. У своєму першому сезоні в третьому дивізіоні «Чорноморець» фінішував четвертим і надалі постійно боровся за підвищення, але ніяк не міг посісти перше місце. «Чорноморець» завершив сезон 2022/23 років на 2-му місці, але виявив бажання підвищитись до Другої ліги, оскільки переможець групи, клуб «Несебир», мав фінансові труднощі. В результаті «Несебир» залишився в Третій лізі, а «Чорноморець» натомість кваліфікувався до Другої.
У сезоні 2023/24 клуб виступав у Другій лізі Болгарії, але посів 15-те місце та був понижений у класі. Втім вже наступного сезону команда стала першою у своїй Південно-східній групі Третьої ліги і повернулась до другого дивізіону.

## Стадіони
Історичним домашнім стадіоном клубу був стадіон «Чорноморець» у Бургасі, збудований у 1954 році та розрахований на 22 000 глядачів. У 2019 році, до 100-річчя клубу, були проведені часткові реконструкції, але через фінансові труднощі та збільшення орендної плати клуб залишив стадіон у 2022 році.
Після залишення стадіону «Чорноморець», клуб тимчасово проводив матчі на стадіоні «Лазур», який вміщує 18 037 глядачів. Цей стадіон відповідає вимогам УЄФА та використовувався клубом у сезоні 2023/24 у Другій лізі.
З 2024 року клуб став виступати на стадіоні «Іван Притаргов» місткістю 5 000 місць, на якому почали реконструкцію